# Prvenstvo LjNP 1931-1932
Il Prvenstvo Ljubljanske nogometne podzveze 1931./32. (it. "Campionato della sottofederazione calcistica di Lubiana 1931-32") fu la tredicesima edizione del campionato organizzato dalla Ljubljanska nogometna podzveza (LjNP).
A questa edizione parteciparono 6 squadre che si contesero il titolo in un girone all'italiana. Il vincitore fu l'Ilirija, al suo undicesimo titolo nella LjNP.
Questa vittoria diede all'Ilirija, insieme alla seconda ed alla terza qualificata (Primorje Lubiana e 1.SŠK Maribor) l'accesso alle qualificazioni per il campionato nazionale.

## Squadre partecipanti
| Squadra                | Stagione 1930-31                                          |
| ---------------------- | --------------------------------------------------------- |
| SK Ilirija Ljubljana   | 5° nel I gruppo di qualificazione al campionato nazionale |
| AŠK Primorje Ljubljana | 6° nel I gruppo di qualificazione al campionato nazionale |
| 1.SŠK Maribor          | Campione della sottofederazione di Lubiana                |
| SK Svoboda Ljubljana   | Finalista della sottofederazione di Lubiana               |
| Athletik SK Celje      | Semifinalista della sottofederazione di Lubiana           |
| SK Železničar Maribor  | 2° in 1ª classe Maribor                                   |

## Classifica
|                   | Pos. | Squadra            | Pt | G  | V | N | P | GF | GS | QR    |
| ----------------- | ---- | ------------------ | -- | -- | - | - | - | -- | -- | ----- |
|                   | 1.   | Ilirija            | 16 | 10 | 8 | 0 | 2 | 31 | 14 | 2,214 |
|                   | 2.   | Primorje Lubiana   | 14 | 10 | 6 | 2 | 2 | 24 | 14 | 1,714 |
|                   | 3.   | 1.SŠK Maribor      | 11 | 10 | 4 | 3 | 3 | 27 | 20 | 1,350 |
|                   | 4.   | Železničar Maribor | 10 | 10 | 4 | 2 | 4 | 15 | 19 | 0,789 |
|                   | 5.   | Svoboda            | 8  | 10 | 2 | 4 | 4 | 20 | 24 | 0,833 |
|                   | 6.   | Athletik Celje     | 1  | 10 | 0 | 1 | 9 | 12 | 39 | 0,307 |
| Fonte: exyufudbal |      |                    |    |    |   |   |   |    |    |       |

Legenda:
      Campione della sottofederazione di Lubiana.
  Ammesso alle qualificazioni per il campionato nazionale.
      Retrocesso nella classe inferiore.
Note:
Due punti a vittoria, uno a pareggio, zero a sconfitta.

## Risultati

### Tabellone
|                   | Ili  | Pri  | Mar  | Zel  | Svo  | Ath  |
| ----------------- | ---- | ---- | ---- | ---- | ---- | ---- |
| Ilirja            | –––– | 1-0  | 3-0  | 2-0  | 4-1  | 3-2  |
| Primorje          | 3-2  | –––– | 1-1  | 2-1  | 2-1  | 6-1  |
| Maribor           | 6-2  | 2-3  | –––– | 2-2  | 5-3  | 4-1  |
| Železničar        | 0-4  | 2-0  | 3-1  | –––– | 1-1  | 5-3  |
| Svoboda           | 1-6  | 1-1  | 2-2  | 4-1  | –––– | 5-1  |
| Athletik          | 1-4  | 2-7  | 0-4  | 0-2  | 1-1  | –––– |
| Fonte: exyufudbal |      |      |      |      |      |      |

### Calendario
Andata:
13.09.1931. Primorje – Železničar 2–1, SSK Maribor – Ilirija 6–2, Athletik – Svoboda 1–1
20.09.1931. SSK Maribor – Svoboda 5–3, Ilirija – Železničar 2–0, Primorje – Athletik 6–1
27.09.1931. Primorje – SSK Maribor 1–1, Ilirija – Athletik 3–2, Železničar – Svoboda 1–1
04.10.1931. Ilirija – Primorje 1–0, SSK Maribor – Athletik 4–1
11.10.1931. Ilirija – Svoboda 4–1, Železničar – SSK Maribor 3–1
18.10.1931. Primorje – Svoboda 2–1, Železničar – Athletik 5–3
Ritorno:
21.02.1932. Svoboda – Athletik 5–1
28.02.1932. Svoboda – Železničar 4–1
06.03.1932. Ilirija – Athletik 4–1, SSK Maribor – Svoboda 2–2
03.04.1932. Ilirija – Železničar 4–0, SSK Maribor – Primorje 2–3
17.04.1932. Ilirija – Svoboda 6–1, Železničar – Primorje 2–0
24.04.1932. Primorje – Athletik 7–2, SSK Maribor – Železničar 2–2
01.05.1932. Primorje – Svoboda 1–1, Železničar – Athletik 2–0
08.05.1932. Ilirija – SSK Maribor 3–0
15.05.1932. SSK Maribor – Athletik 4–0, Primorje – Ilirija 3–2